# Янгильдино (Козловский район)
Янги́льдино (чув. Кармӑш) — село в Козловском районе Чувашской Республики России. Административный центр Янгильдинского сельского поселения.

## География
Янгильдино расположено на северо-востоке Чувашии, в 90 км от Чебоксар, в 15 км южнее районного центра — города Козловка, в 6 км от железнодорожной станции (Тюрлема), на левом берегу безымянного левого притока реки Бува (приток Свияги), высота над уровнем моря 176 м. Деревня Семенчино — на другом берегу реки, другие соседние населённые пункты: деревня Альменево — в 2 км на восток, деревня Чирш-Сирма Урмарского района — в 2,5 км на запад.

### Административно-территориальная принадлежность
Деревня Янгильдино — с конца XVIII века в составе Малой Аринской, Богородской волостей Чебоксарского уезда, с 1 октября 1927 года — в составе Козловского района (с 1940 года — село Янгильдино), с 20 декабря 1962 по 13 марта 1965 года — в составе Урмарского района, позже — вновь в Козловском районе Чувашии:287.
Сельский совет: с 1 октября 1927 года — Янгильдинский:287.

## История
Янгильдино татарское село (деревня — до 1940 года), основанное во времена Ивана Грозного в XVI веке. Население относится к этнографической группе казанских татар, по вероисповеданию в основном мусульмане.
По другим сведениям, Янгильдино возникло как поселение служилых татар в 1-й половине XVII века.
В XVIII веке жители — служилые татары, ясачные татары, крещёные чуваши; в XIX веке — татары — государственные крестьяне; занимались земледелием, животноводством, печным, плотницким и портняжным промыслами, торговлей.
В конце XVIII века функционировали три мечети: первая мечеть (1875—1940), вторая мечеть (1898—1931), третья мечеть (1900—1934), во второй половине XIX века — школа-мектеб.
В 1929 году образован колхоз им. Карла Маркса.
По состоянию на 1 мая 1981 года населённые пункты Янгильдинского и Тюрлеминского сельских советов — в составе совхоза «Тюрлеминский»:89.

## Название
Жители Янгильдино называют село Кармыш. По старинным преданиям, Кармыш — имя основателя данного поселения. Предание гласит, что во времена Ивана Грозного в XVI веке происходило крещение татар, тогда как не согласный с этим Кармыш бабай был вынужден по религиозным убеждением бежать. Бежал он из села Тетюши, и судьба его привела в то место, где по сей день находится село Янгильдино.

## Население
| 1877 | 1900  | 2006 | 2010 | 2012 |
| ---- | ----- | ---- | ---- | ---- |
| 1305 | ↗2865 | ↘493 | ↘384 | ↘377 |

По данным Всероссийской переписи населения 2002 года в селе проживали 453 человека, преобладающая национальность — татары (98 %).

## Инфраструктура
Функционирует СХПК «Янгильдинский» (по состоянию на 2010 год). 

Имеются школа, врачебная амбулатория, библиотека, клуб, отделение связи, мечеть, магазин, 2 торговых киоска.
Улицы: 1-я Восточная, 2-я Восточная, Бикчантаева, Больничная, Братская, Верхняя, Западная, Зеленая, Ключевая, М. Салихова, Московская, Нижняя, Овражная, Почтовая, Совхозная, Средняя, Центральная, Школьная, Южная.

## Транспорт
В село из Козловки ходит автобус. Периодичность — 4 раза в день.

## Памятники и памятные места
- Памятник воинам, павшим в боях Великой Отечественной войны (ул. М. Салихова)[12].

## Люди, связанные с селом
- Беловощева Наталья Павловна (1909, Чешлама, Чебоксарский уезд — 1991, Янгильдино, Козловский район) — врач, участник Великой Отечественной войны (в 1943—1945). До мобилизации в армию — заведующая детско-женской консультацией и врач военно-полевого строительства участка № 7 села Октябрьское (в 1941—1942), заведующая Янгильдинской участковой больницей Козловского района. После войны работала заведующей Янгильдинской больницей (1945—1970). Заслуженный врач Чувашской АССР (1961), заслуженный врач РСФСР (1969).[13]
- Бикчантаев, Ярхам Гараевич (1922, Янгильдино, Богородская волость, Чебоксарский уезд — 2000, Козловка, Козловский район) — участник Великой Отечественной войны (с марта 1942), полный кавалер ордена Славы.
- Салихов, Мидхат Абдулович (1923, Янгильдино, Чебоксарский уезд — 1994, Москва) — военачальник, генерал-лейтенант (1985), Герой Советского Союза (1944).
- Фатхуллин, Данил Зияфович (род. 1949, Янгильдино, Козловский район) — передовик производства, полный кавалер ордена Трудовой Славы.